# خيول ورماح
خيول ورماح هي رواية مصرية للشباب في سلسلة فانتازيا للدكتور والمؤلف الراحل الدكتور أحمد خالد توفيق .
الرواية تحمل الرقم 6 في سلسلة روايات فانتازيا والتي تدور في مصر وأبطالها عبير عبد الرحمن والمهندس شريف والمرشد وتدور في عصر الرعامسة وبالتحديد في عصر معركة قادش بين المصريين القدماء والحيثيين.

## نشأة القصة
عبير عبد الرحمن تخوض هذه المرة مغامرة في عصر فراعنة مصر العظام في الدولة الوسطى تحت اسم الأميرة أرمنحات ثم المقاتل الشديد ناع.
في هذا العدد تنتقل عبير عبد الرحمن بواسطة جهاز الدي جي إلى عصر رمسيس أو رعمسيس الثاني من أشهر فراعنة مصر والذي ينتمي للرعامسة.

## أحداث الحلم
تبدأ أحداث القصة بعبير وهي في شكل أميرة تدعى الأميرة أرمنحات أحد بنات رمسيس الثاني من أسيرة حبشية، ويبدأ الحلم بثور هائج في السوق يقترب من عبير لينقذها جندي شجاع يدعى حشت، تعجب الأميرة ارمنحات بحشت ويواجه هذا الحب بغيرة عميقة من الأمير ساكا أخيها من الأب وابن الملكة نفرتاري زوجة رمسيس الثاني.
بعد مناوشات بين عبير/أرمنحات وساكا وحشت تتحول عبير إلى مقاتل مفتول العضلات يقضي على ساكا وتسمي نفسها ناع، تخوض عبير تحت عباءة المقاتل ناع معركة قادش بين رمسيس الثاني وموتالي كسائق العربة الحربية لرمسيس الثاني، وترد الجميل لحشت وتنقذه من حصار من الحيثيين.

## نهاية الحلم
يصاب حشت إصابات بالغة ولكنها غير قاتلة، وتودعه عبير في شكل الأميرة أرمنحات بعد عودتها لشكلها الأول وتخلصها من هيئة المقاتل ناع.